# Flat Willow Colony
Flat Willow Colony es un lugar designado por el censo ubicado en el condado de Musselshell en el estado estadounidense de Montana. En el Censo de 2020 tenía una población de 15 habitantes y una densidad poblacional de 45,45  habitantes por km². Fue incluido como CDP en el censo de 2020. 

## Geografía
Flat Willow Colony se encuentra ubicado en las coordenadas 46°43′31″N 108°29′18″O / 46.72528, -108.48833. Según la Oficina del Censo de los Estados Unidos, tiene una superficie total de 0,33 km², todos correspondientes a tierra firme.